# Citrus inodora
Citrus indica, comúnmente conocida como lima del río Russell, es un árbol o arbusto perteneciente al género Citrus, dentro de la familia de las rutáceas. Es endémica del norte de Queensland (Australia).

## Descripción
La lima del río Russell es un arbusto espinoso que crece de 1 a 3 m de altura. Las hojas y las flores son inodoras, es decir, no tienen olor, ya que carecen de los aceites aromáticos característicos del género. 

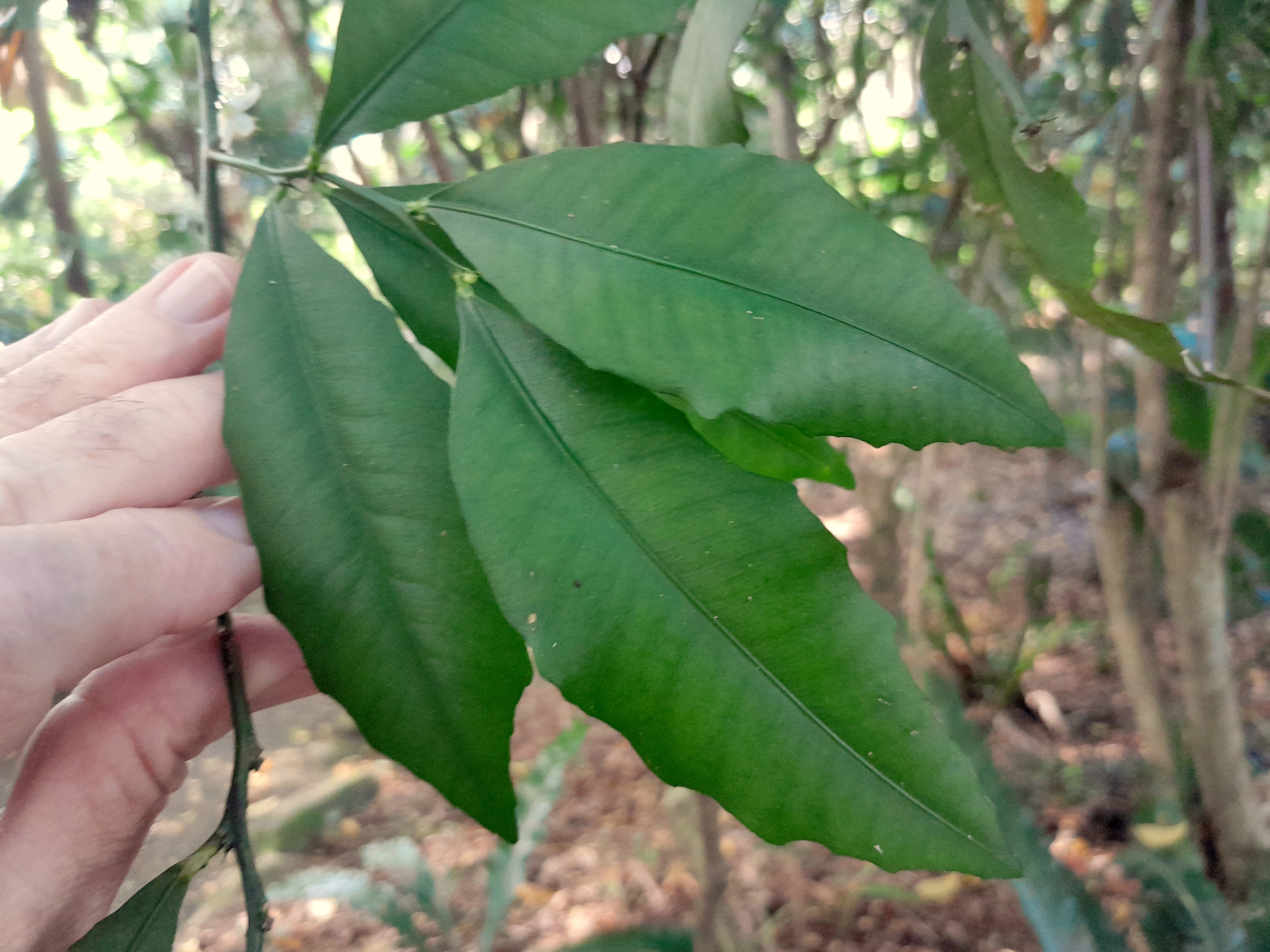
Detalle de sus hojas

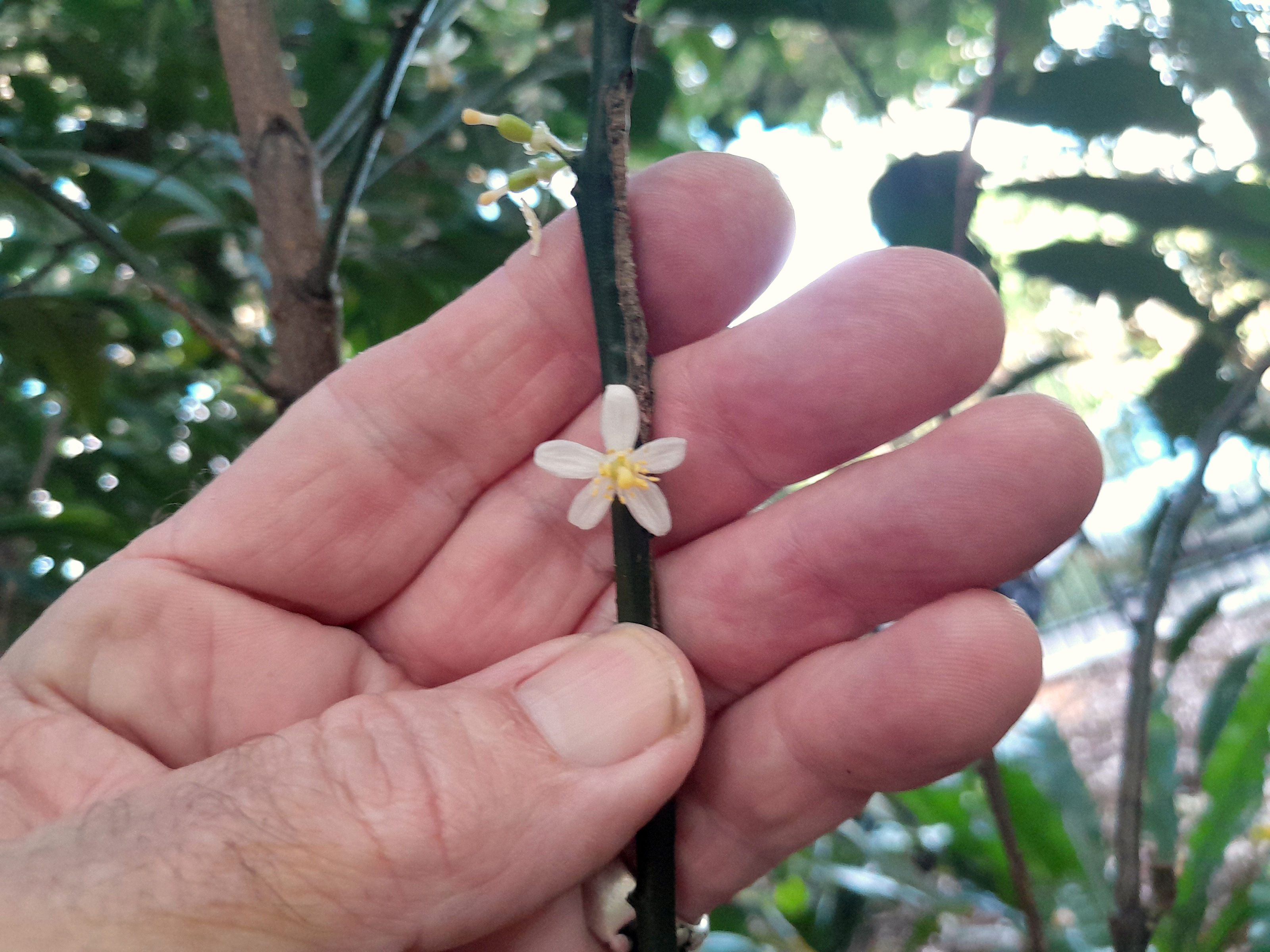
Detalle de su flor

El fruto tiene forma de huevo estriado. Mide de 3 a 4 cm de largo y es de color verde amarillento.

## Distribución y hábitat
Su área de distribución endémica es la cordillera Bellenden-Ker en el norte de Queensland (Australia) y crece principalmente en el bioma tropical húmedo, en bosques tropicales de tierras bajas. 
Gran parte de su hábitat nativo ha sido talado para uso agrícola, por lo que la especie se ha vuelto bastante rara.

## Taxonomía
Citrus inodora fue descrito por el botánico australiano Frederick Manson Bailey y publicada por primera vez en Rep. New Pl.: 1 en 1889.

Etimología
- Citrus: nombre genérico que proviene del latín citrus, que se refiere a los árboles y arbustos que producen frutas cítricas, como limones, naranjas y limas. El término citrus tiene sus raíces en el griego antiguo κίτρον (kítron), que significa 'cítricos' o 'fruto de cítricos'
- inodora: epíteto específico que proviene del latín inodorus, que se compone del prefijo in- que significa 'sin' y 'odor' que significa 'olor', haciendo referencia a que sus flores y hojas no presentan olor.[4]

## Usos
Los indígenas australianos, así como los primeros colonos, han utilizado sus frutos como fuente de alimento. Además, actualmente los podemos encontrar en la cocina australiana moderna formando parte de mermeladas y salsas, aunque como fruto no tiene mucho uso comercial.